# British Overseas Airways Corporation

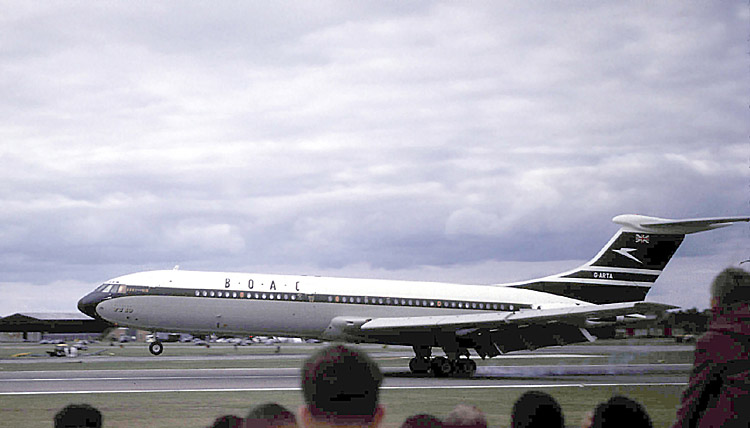
Літак Vickers VC10 авіакомпанії BOAC

British Overseas Airways Corporation (скор. BOAC) — державна авіакомпанія Великої Британії, заснована в 1939 році; існувала до 1974 року. Компанія була утворена злиттям Imperial Airways Ltd і British Airways Ltd. У свою чергу, в 1974 році відбулося злиття BOAC з British European Airways Corporation (BEA) і утворена авіакомпанія British Airways.

## У культурі
The Beatles згадують BOAC у пісні «Back In USSR» («Flew in from Miami Beach BOAC didn't get to bed last night»).